# Metal Gear Solid V: Ground Zeroes
Metal Gear Solid V: Ground Zeroes (japonês: メタルギアソリッドVグラウンドゼロズ, Hepburn: Metaru Gia Soriddo Faibu Guraundo Zerozu) é um jogo de ação-aventura e stealth desenvolvido pela Kojima Productions, co-produzido pela Kojima Productions Los Angeles, e publicado pela Konami para PlayStation 3, PlayStation 4, Xbox 360 e Xbox One em Março de 2014.
É o décimo título principal da série Metal Gear e a sua história acontece depois de Metal Gear Solid: Peace Walker. Ground Zeroes é a primeira parte de Metal Gear Solid V, servindo de prólogo a Metal Gear Solid V: The Phantom Pain. O jogo segue a história da infiltração de Big Boss num acampamento em Cuba para resgatar tanto a agente dupla da Cipher "Paz" e a criança soldado "Chico" (ambos de Peace Walker).
O jogo oferece novos métodos de infiltração e libera novas missões assim que a principal for concluída, assim como novos bônus e objetivos. Ground Zeroes foi planejado originalmente para ser lançado com The Phantom Pain, servindo como uma missão prólogo assim como em Metal Gear Solid 2 e 3, mas o longo tempo de produção levou que o criador/diretor Hideo Kojima tivesse que dividir o projeto em dois, de forma que os jogadores tivessem acesso antecipado a novidades e nova jogabilidade de Metal Gear Solid V.
A recepção ao jogo tem sido no geral positiva, com os elogios se focando mais a sua mecânica, história e gráficos, enquanto que as criticas foram mais em relação a sua duração unicamente.

## Jogabilidade
Como em Metal Gear Solid: Peace Walker, Ground Zeroes tem uma característica de construção de exércitos que permite ao jogador produzir armas, recolher informações em campo de batalha e vários itens a partir da "Mother-Base" virtual. O jogador também pode acessar a Mother-Base através do seu smartphone da vida real. O director Hideo Kojima, revelou que o jogo tem um novo ciclo "dia/noite" que funciona em tempo real: "dependendo de como você viaja de um nível para o outro, [o] tempo de viagem irá afetar a hora do dia quando você chegar ao seu destino". No entanto, nem a característica "Mother-Base", nem o ciclo dia-noite (ambos em jogo), foram incluídos na versão final de Ground Zeroes, estando presente em The Phantom Pain. Também é dada ao jogador a hipótese de escolher a ordem dos eventos da história, ao selecionar as missões na ordem que quiser, e mesmo assim "no fim conseguir compreender a mensagem dada".
Hideo Kojima falou sobre a natureza restritiva dos jogos Metal Gear antecedentes: "colocá-lo [o jogador] num único caminho para ir do ponto A ao ponto B, com alguma liberdade pelo meio". Em contraste, a equipe de Kojima irá oferecer ao jogador novas maneiras de infiltração e de transposição, com por exemplo, usar um avião, um helicóptero ou uma moto até chegar à zona da missão. Kojima quer com isso ter "uma verdadeira experiência em mundo aberto". Foi revelado que as ações executadas em Ground Zeroes irão afetar a história de The Phantom Pain.
Novo na série é a possibilidade dada aos jogadores de carregarem a sua própria música, salva em seu console, e poder ouvi-la diretamente no jogo utilizando o walkman de Snake. A Konami também anunciou o iDroid, uma aplicação disponível para os sistemas iOS, Android e Smartglass, que atua como um segundo ecrã. Com a aplicação o jogador pode por exemplo ver o mapa do jogo, chamar suporte aéreo e ouvir as cassetes que vai encontrando ao longo da história sem a necessidade do acesso em jogo.
A "missão central" de Ground Zeroes pode ser completa em menos de duas horas. O jogo contém ainda quatro missões adicionais, as "Side Ops", disponíveis depois da missão principal ser completa. Além disso o jogador também pode desbloquear uma missão exclusiva para consoles Microsoft e Sony, "De-Javu" e "Jamais-Vu" respectivamente, disponível só depois de conquistar emblemas "x.o.f." na "missão central"

## Premissa
A ação de Ground Zeroes ocorre em 1975, alguns meses depois de Peace Walker e nove anos antes dos acontecimentos de The Phantom Pain. O jogador controla o protagonista da série Big Boss/Snake (Kiefer Sutherland), tendo Kazuhira Miller como segundo no comando e auxiliando pelo rádio, para tentar se infiltrar sozinho numa base secreta em Cuba com o nome Camp Omega, base extra-oficial pertencente aos americanos, que a usam para interrogatórios e torturas, sem se restringir a tratados internacionais e cometendo todo tipo de atrocidades. A missão de Snake é resgatar "Chico", que partiu sozinho para salvar a agente dupla: "Paz Ortega", que traiu Snake, mas que Chico carrega grandes sentimentos, após descobrir que Paz foi encontrada a deriva e está sendo mantida presa no local. No entanto "Chico" acaba sendo capturado também, ficando para Snake o resgate dos dois. Ao mesmo tempo em que a missão decorria, uma inspeção agendada da "ONU" estava para acontecer na Mother-Base, para tirar a limpo se o exercito de Big-Boss possuía armamento nuclear, tudo fachada para organização XOF invadir a MSF e destrui-lá por completo, tendo a frente de tudo Skull Face, um homem desfigurado e desconhecido até então. Snake, Miller, Paz e Chico conseguem escapar de helicóptero no último instante, mas devido ao sacrifício de Paz, a aeronave perde o controle em pleno voou e se choca com outro helicóptero, culminando assim nos eventos que virão em The Phantom Pain. Após o incidente a ONU não se responsabilizou pelo incidente dizendo não ter conhecimento da inspeção, assim como nenhuma nação tomou partido pelo ataque. As baixas foram incontáveis sabendo-se ainda que havia civis que viviam na MSF. Os eventos que decorrem em Ground Zeroes farão com que Big Boss sofra uma enorme mudança em sua vida.

## Desenvolvimento
Ground Zeroes foi anunciado oficialmente em Tóquio, originalmente com o nome Metal Gear Solid: Ground Zeroes, durante um evento privado de celebração do 25º aniversário da série em 30 de Agosto de 2012. Durante o anúncio foi mostrado um vídeo por Hideo Kojima em que se podia ver Snake  rastejando, esquivando-se das luzes dos holofotes, abatendo guardas, conduzindo um jeep e chamando um helicóptero para evasão. Ground Zeroes fez a sua primeira aparição pública dias depois durante a Penny Arcade Expo 2012. O director Hideo Kojima confirmou que Big Boss regressa como protagonista do jogo e que a história servirá como prólogo do futuro jogo da série. É o primeiro jogo da série que utilizará o motor de jogo Fox Engine, produzido pela Kojima Productions. Em Janeiro de 2013, Kojima revelou que Ground Zeroes terá legendas em árabe, algo que a equipe já tinha planeado para jogos antecedentes, incluindo o Português do Brasil. Em adição, também confirmou que a duração das cutscenes será reduzida porque acredita que os longos vídeos estão ultrapassados.
Ground Zeroes e The Phantom Pain eram para ser inicialmente lançados juntos mas a enorme duração que a produção de The Phantom Pain está tendo fez com que Kojima tivesse que separar em duas partes para assim os jogadores terem acesso mais depressa a Metal Gear Solid V. Kojima comparou Ground Zeroes com uma sequência pré-título num filme de Hollywood e da maneira como se vai construindo até The Phantom Pain.

Poster promocional mostrado durante o Penny Arcade Expo 2012.

Em entrevista à VG247, Kojima expressou alguma preocupação sobre se Ground Zeroes será ou não censurado (que acabou ocorrendo no próprio Japão). Afirmou que ele criará no jogo com "muitos tabus, muitos temas adultos, que são um pouco arriscados" continuando dizendo que "não tenho a certeza se consigo lançar o jogo". Acrescentou também que "como criador, quero correr esse risco. Como produtor, é o meu trabalho tentar vender o jogo. Mas no entanto estou criando este projeto do ponto de vista do criador, em que dou prioridade à criatividade sobre as vendas."
Hideo Kojima descreveu as ligações e diferenças entre Ground Zeroes e The Phantom Pain dizendo que "as capacidades avançadas do FOX Engine, permitem-me contar a história de uma nova maneira" e que "haverá uma diferença significativa naquilo que The Phantom Pain trará à série, por isso queremos facilitar os jogadores para o novo ambiente de mundo aberto e o seu potencial", alcançado isso com Ground Zeroes.
Devido às boas vendas de Peace Walker no Japão fez com que fosse acrescentado à capa do jogo Kazuhira Miller ao lado de Snake. No entanto, devido às pobres vendas no ocidente, Kojima acreditava que Miller não iria aparecer na capa britânica, o que acabou acontecendo. Foi confirmado que a versão japonesa do jogo tem a opção de texto, menus, legendas e diálogos em inglês e mais 5 idiomas.
Em Fevereiro de 2014, a Game Informer afirmou que a "missão central" de Ground Zeroes poderia ser acabada em duas horas. No entanto, isso se refere a missão principail do jogo, excluindo missões secundárias e atualizações futuras.
A Konami revelou que as versões Xbox 360 e PlayStation 3 correm a 30fps com resolução de 720p. As versões Xbox One e PlayStation 4 correm a 60fps com resoluções de 720p e 1080p respectivamente, tendo este último também um sistema de céu dinâmico.

## Lançamento
Originalmente, a edição física estava limitada apenas para as versões Xbox 360 e PlayStation 3, enquanto que as versões Xbox One e PlayStation 4 teriam uma edição digital apenas, mas em Dezembro de 2013 foi anunciado que a Xbox One e a PlayStation 4 também teria formatos físicos. Ground Zeroes será editado a 18 de Março de 2014 na América do Norte, e a 20 de Março de 2014 na Europa e Japão, independentemente de Metal Gear Solid V: The Phantom Pain.

### Bónus de pré-venda
A Konami anunciou que ao fazer a pré-venda de Ground Zeroes, o jogador receberá conteúdo exclusivo incluindo a Mother Base Staff, para usar com a Mother-Base de Metal Gear Solid V: The Phantom Pain, dando uma vantagem significativa sobre outros jogadores. As pré-vendas para PlayStation 3 feitas na PlayStation Network européia, incluem a versão digital de Metal Gear Solid: Peace Walker HD Edition como bónus.

### Edições especiais
No Japão, além das versões padrão também estarão disponíveis as edições “Premium Package” e a “Konami Style”. A “Premium Package” inclui uma figura de Snake da Revoltech e um livro dedicado a Metal Gear Solid: Peace Walker. A edição “Konami Style” está disponível apenas para compras no site oficial da Konami e que inclui para além de uma cópia do jogo uma figura de Snake metalizada (com aparência de molhada, como na primeira missão) desenvolvida pela Square-Enix na série Play-Arts Kai.
Também exclusivo para o Japão e para compras feitas na página oficial da Konami existe uma edição que inclui para além da cópia do jogo um casaco especial da Puma com o logótipo dos Diamond Dogs, um grupo de mercenários liderado por Big Boss.

### Conteúdo adicional
Um pequeno vídeo de Ground Zeroes foi mostrado durante o evento de lançamento do console PlayStation 4 em 14 de Novembro de 2013. Foi confirmado conteúdo exclusivo para as plataformas PlayStation em forma de uma missão com o nome "Deja-Vu". A missão permite aos jogadores controlar o "Solid Snake", uma recriação pixelizada do modelo de Solid Snake do  Metal Gear Solid original (1998). Um vídeo mais longo revelou Psycho Mantis, um dos vilões do mesmo jogo, bem como outros elementos numa versão de Shadow Moses com direito a neve no Camp Omega. Foi mostrado um outro vídeo a 9 de Dezembro de 2013. Além de confirmar a data de lançamento, mostrava o conteúdo exclusivo para as plataformas Xbox. O conteúdo sobre a forma de uma missão de nome "Jamais-Vu", permite aos jogadores controlarem a versão Metal Gear Rising: Revengeance de Raiden. Sua missão é  eliminar os "body Snatchers" no Camp Omega.

## Recepção
Metal Gear Solid V: Ground Zeroes foi no geral bem recebido pelos críticos. Os sites de criticas agregadas GameRankings e Metacritic deram à versão Xbox 360 80.00%,  à versão PlayStation 4 75.38% e 75/100, à versão Xbox One 72.50% e 77/100 e para a versão PlayStation 3 65.00%
A GameSpot sentiu que as novas mecânicas de infiltração de Ground Zeroes, como a substituição do radar e outros indicadores por binóculos e comunicação por rádio, faz com que a sua jogabilidade seja no geral mais "imersiva" que em jogos anteriores, notando que "nada é simplesmente entregue ao jogador, e Ground Zeroes é muito mais tenso e recompensador por isso mesmo." O seu formato em mundo aberto e as missões secundárias também foram elogiadas por adicionarem mais flexibilidade e vontade de repetir o jogo, concluindo que "apesar de ser pouco usual de termos tudo apenas num local, há tanto para ver e fazer, seja de que forma jogares, se infiltrar em Camp Omega é uma experiência fantástica que não se deve perder." A IGN deu elogios similares, descrevendo-o como um jogo "básico" que "evita grandes cenas, grandes lutas de chefes, e aquele enredo desgastado e emaranhado em favor de uma jogabilidade esperta e táctica." O tamanho da história principal é curta, como foi notado, mas reconheceu-se que, enquanto o conjunto de missões secundárias e objetivos bônus só devem interessar a "caçadores de pontos", "existe muito conteúdo para satisfazer." Robert Rath, colunista no The Escapist, elogiou a ênfase que o jogo dá à recolha de informação através dos tiroteios e combate, afirmando que "… Ground Zeroes é o primeiro jogo MGS que realmente cumpre o que diz o subtítulo e que te permite conduzir operações tácticas de espionagem."
Russ Frushtick do site Polygon foi mais critico, considerando-o "espantosamente curto e insatisfatório, dando a ideia de ser mais um jogo à procura de fazer dinheiro do que um capitulo honesto de uma série amada." Criticou também a história, porque além de ser curta, também é "enfadonha". No entanto elogiou o design audiovisual e a atenção dada ao detalhe. Andrew Fitch da Electronic Gaming Monthly também teve opiniões semelhantes e refere que "a Konami, ao ser uma editora, ultrapassou uma linha perigosa" e "nós como consumidores não podemos ser cúmplices desta procura pelo dinheiro" e que o jogo "não é nem de perto um produto completo e acabado [...] parece o primeiro nível de um jogo grande — não uma experiência completa por qualquer definição do termo." Também criticou a história por ser curta e por "não dar qualquer sentido real ao ambiente dos anos 70." No entanto elogiou algumas mecânicas novas na série, como as interrogações no combate corpo-a-corpo e a regeneração automática de energia.

### Vendas
No Reino Unido, a versão para PlayStation 4 de Metal Gear Solid V: Ground Zeroes estreou-se em segundo lugar nas tabelas de vendas, atrás de Infamous: Second Son, vendendo cerca de três vezes mais que a versão para Xbox One. Segundo a Media Create, o lançamento japonês de Ground Zeroes vendeu 119.615 unidades na PlayStation 3 e 91.903 unidades na PlayStation 4, ficando em terceiro lugar em todas as vendas de software durante essa semana.